# Нагк'яла
На́гк'яла (ест. Nahkjala küla) — село в Естонії, у волості Ляене-Гар'ю повіту Гар'юмаа.

## Населення
Чисельність населення на 31 грудня 2011 року становила 47 осіб.

## Історія
З 10 вересня 1992 до 24 жовтня 2017 року село входило до складу волості Кейла.